# Giuseppe De Andrea
Giuseppe De Andrea (20 avril 1930 - 29 juin 2016) est un prélat d'origine italienne de l'Église catholique qui a passé vingt ans comme pasteur aux États-Unis puis vingt-cinq ans au service diplomatique du Saint-Siège.

## Jeunes années
Giuseppe De Andrea est né le 20 avril 1930 à Rivarolo Canavese, en Italie, d'Antonio et Antonietta (Marchetti) De Andrea Son frère aîné est l'archevêque Giovanni De Andrea.
Il obtient sa S.T.L. à l'Université pontificale grégorienne à Rome et un master's in education (en) à l'Université catholique d'Amérique à Washington, D.C..
Il est ordonné prêtre des Missionnaires de la Consolata le 21 juin 1953. Il travaille comme enseignant au Kenya de 1956 à 1958. Il est ensuite incardiné dans le diocèse de Greensburg, Pennsylvanie, en 1958, et sert dans des paroisses et d'autres institutions pendant vingt ans. De 1961 à 1964, il est aumônier et professeur de théologie à l'université de Seton Hill. De 1964 à 1967, il est directeur de l'école préparatoire Saint-Joseph Hall à Greensburg, PA.

## Années diplomatiques et romaines
Dans les années 1980, De Andrea est représentant du Vatican aux Nations unies. En 1994, il est sous-secrétaire du Conseil pontifical pour la pastorale des migrants et des personnes en déplacement,. Le 2 décembre 1999, il devient chargé d'affaires de la présence diplomatique du Saint-Siège au Koweït (en), au Yémen (en) et dans la péninsule arabique.
Le 28 juin 2001, le pape Jean-Paul II le nomme archevêque titulaire d'Antium (de) et nonce apostolique au Koweït (en), au Bahreïn (en) et au Yémen (en), ainsi que délégué apostolique dans la péninsule arabique (en). Il est consacré le 20 septembre de la même année par Angelo Sodano avec comme co-consécrateurs Giovanni De Andrea et Anthony Gerard Bosco. Le 29 novembre 2003, il se voit confier une responsabilité supplémentaire en tant que nonce apostolique au Qatar (en). Sa carrière diplomatique prend fin lorsqu'il est remplacé à ces postes par Paul-Mounged El-Hachem (en) le 27 août 2005.
Le 8 janvier 2007, le pape Benoît XVI le nomme membre de la Congrégation pour l'évangélisation des peuples. Il est également vice-président du Bureau central du travail du Siège apostolique jusqu'au 13 octobre 2007.
De Andrea est assesseur de l'Ordre équestre du Saint-Sépulcre de Jérusalem de 2008 à 2013. En 2011-2012, à la suite de la démission du Grand Maître, le cardinal John Patrick Foley pour des raisons de santé, il remplit les fonctions de Grand Maître jusqu'à la nomination du cardinal Edwin O'Brien en tant que successeur de Foley. Il reste assesseur honoraire jusqu'à sa mort.
Il décède à Rome à l'âge de 86 ans et est enterré aux côtés de son frère l'archevêque Giovanni dans le cimetière de Rivarolo Canavese,,.